# Brücke (Verslehre)
Eine Brücke bezeichnet in der Verslehre eine Position zwischen zwei Verselementen in einem Versmaß, an der ein durch ein Wortende entstehender Einschnitt (also Zäsur bzw. Dihärese) sehr selten bzw. unerwünscht oder unzulässig ist. In der metrischen Notation wird eine Brücke durch einen Bogen über oder zwischen den betreffenden Elementen markiert (⏜).
Bekannte Beispiele sind im (homerischen) Hexameter:
- Hermannsche Brücke nach der ersten Kürze des vierten Metrons, bzw. nach dem „vierten Trochäus“ (altgriechisch κατὰ τέταρτον τροχαῖον katá tétarton trochaíon):

—◡◡—◡◡—◡◡—◡⏜◡—◡◡—×
Sie ist benannt nach dem Leipziger Philologen Gottfried Hermann, der auf diese metrische Gesetzmäßigkeit hinwies, wurde allerdings bereits vor diesem von Johann Heinrich Voß beschrieben. Ein Beispiel für eine Zäsur an dieser Stelle bietet Ilias 9,394 (falls man nicht Aristarchos von Samothrake folgt, sondern der Lesart der Handschriften).
- Bukolische Brücke nach der zweiten Länge bei Spondeus im vierten Metrum:

—◡◡—◡◡—◡◡——⏜—◡◡—×
Der Name bezieht sich auf die Bukolische Dihärese (—◡◡—◡◡—◡◡—◡◡ ‖ —◡◡—×) nach dem Ende des vierten Metrums, wo ein Wortende häufig ist.
Beide Regeln zusammen ergeben, dass ein Einschnitt nach der zweiten Silbe des vierten Metrums unerwünscht ist.
Als unerwünscht gilt auch die Mitteldihärese nach dem Ende des dritten Metrums:
—◡◡—◡◡—◡◡⏜—◡◡—◡◡—×